# Squadro
 (mars 2025).
 (juillet 2020).
Squadro est un jeu stratégique pour deux joueurs, conceptuellement très simple mais extrêmement riche dans sa profondeur. Il a été créé par Adrián Jiménez Pascual en mars 2015 et est édité en 2018 par la société Gigamic. Ce jeu familial est accessible dès 8 ans, mais est intellectuellement intéressant à tout âge. Une partie dure entre 15 et 40 minutes, en fonction du niveau des joueurs.

## Contenu de la boite
- 1 plateau de jeu en bois
- 10 pièces en bois (5 jaunes et 5 rouges)
- 1 sac de rangement
- 1 règle du jeu illustrée et traduite en 24 langages différents

## Règle du jeu
Le but du jeu est d’être le premier à faire un aller-retour avec 4 de ses 5 pièces sur le plateau.
Chacun son tour, un joueur peut avancer l’une de ses pièces. Les pièces avancent selon la force indiquée sur leur zone de départ puis, une fois arrivées sur le côté opposé, elles font demi-tour et avancent alors selon la force indiquée dans leur zone de retournement.
Dès qu’une pièce passe par-dessus une ou plusieurs pièces adverses, celle-ci s’arrête à la première case libre tandis que la ou les pièces adverses retournent sur la dernière base qu’elles ont traversée.

## Tactique
Débutant ou joueur expérimenté, voici quelques stratégies qui vous permettront d’améliorer votre niveau de jeu:
- L’illusion de Zugzwang : céder ses pièces n’est pas toujours une mauvaise chose - au contraire, cela fait partie de nombreuses stratégies avancées qui vous permettront de gagner l’avantage sur votre adversaire.
- Les pièces 1 sont vitales: Protégez vos pièces qui avancent avec une force de 1, et attaquez celles de votre adversaire.
- Prenez votre temps: Ne vous précipitez pas avec vos pièces rapides, les pièces de deux et de trois sont généralement très utiles en défense.

## Récompenses
Squadro a reçu les récompenses suivantes :
- Grand Prix du Jouet 2019 - lauréat du prix jeu de stratégie.